# Ніколо-Сюга
Ні́коло-Сюга́ (рос. Николо-Сюга) — присілок в Можгинському районі Удмуртії, Росія.
Урбаноніми:
- вулиці — Лісова, Слобідська

## Населення
Населення — 17 осіб (2010; 39 в 2002).
Національний склад станом на 2002 рік:
- росіяни — 90 %